# Jean-Marie Balestre
Jean-Marie Balestre, né le 9 avril 1921 à Saint-Rémy-de-Provence (Bouches-du-Rhône) et mort le 27 mars 2008  à Saint-Cloud, est un dirigeant sportif français et militaire français. 
Il s'engage dans la Waffen-SS durant la Seconde Guerre mondiale. Par la suite, il fut notamment le fondateur et le président de la Fédération internationale du sport automobile (FISA) de 1978 à 1991. À ce titre, il était considéré dans les années 1980 comme l'homme le plus puissant de la Formule 1. 

## Biographie

### L'homme de presse
En 1937, à l'issue de ses études de droit, Jean-Marie Louis Balestre collabore au journal Sport et santé puis à L'Auto, l'ancêtre de L'Équipe. En 1947, il fonde avec Robert Hersant, qu'il a connu pendant l'Occupation, l'Internationale Generale Presse puis, trois ans plus tard, le magazine L'Auto-Journal, première pierre de ce qui va devenir le plus grand groupe de presse français, dont Balestre sera le no 2 jusqu'en 1977.

### Son rôle pendant l'Occupation
Avec la guerre, commence la période la plus trouble de sa vie. Militant des Jeunesses Socialistes dès l'âge de 15 ans, il entre, en 1938, à la Ligue internationale contre le racisme et l'antisémitisme que dirige Bernard Lecache et dont il est membre du service d'ordre,. Il écrit également dans le Droit de vivre, le journal de la Ligue. Dans un de ses articles intitulé Il n'y a plus de métèques, en décembre 1939, il écrit : « cette barbarie qu'est le racisme ».
Réfugié à Toulouse en juin 1940, il adhère aux Jeunes du Maréchal, puis à Jeune Front. Avec des camarades de la LICA, il regagne vite Paris où il commence à fréquenter l'extrême droite pro-allemande. En août, il est le no 2 du Jeune Front, groupe dirigé par Robert Hersant évoluant dans l'orbite du Parti français national-collectiviste (PFNC) de Pierre Clémenti. Dès l'été 1940, il est impliqué dans des violences antisémites avec Hersant. En septembre 1940, Balestre est emprisonné pendant une semaine après une tentative de racket de commerçants juifs par des membres du Jeune Front se présentant comme des membres de la police allemande. Remis en liberté, il n'est finalement pas condamné.
En 1941 et 1942, Hersant et Balestre codirigent le Centre de jeunesse maréchal Pétain de Brévannes, sur une ligne politique vichyste,. À l'été 1942, Balestre prend la tête du mouvement les Jeunes du Maréchal, rompt avec Robert Hersant avant de lancer le 18 novembre 1942 le journal Jeune Force de France et de s'engager, dans le NSKK, la formation motorisée du parti nazi, où il effectue un stage de plusieurs mois comme chauffeur de camions à Vilvorde en Belgique. Dans son livre Son âme au diable, Jean-Marie Balestre 1940-1945, Olivier Pigoreau explique que cet engagement n'est que la première étape d'une démarche qui le conduit à intégrer, en avril 1943, la Waffen-SS. Selon le même auteur, Balestre a incité les Allemands à constituer une unité française des Waffen-SS, qui voit le jour en juillet 1943.
Le 17 mai 1943, il entre en fonction à l'Ersatzkommando de la SS française à Paris avec le grade de deuxième classe. Il prépare les nouvelles recrues à la visite médicale et les envoie à la gare de l'Est. D'après François Duprat, il est le premier Français accepté dans la SS (hormis les Alsaciens, Mosellans et des hommes originaires du Nord de la France intégrés dans le Reich dès 1940),. Il collabore à Devenir, le journal des SS français. En mars 1944, dans son article « Les soldats du Führer », il énonce : « Les jeunes Français ont endossé leur uniforme de la Waffen SS, ils défendent son drapeau et son prestige ; ils ont embrassé un idéal intransigeant et appartiennent maintenant à un Ordre que l'on ne quitte que par la mort... Ils sont les soldats du Führer, ils sont les soldats fanatiques et fidèles d'Adolf Hitler qui leur a accordé par deux fois le plus grand des honneurs. » Ces faits, révélés notamment par le journaliste Jean-Pierre Dubreuil dans son ouvrage Des bolides en or paru en 1984, ne seront pas démentis par Balestre qui explique toutefois avoir agi en tant qu'agent infiltré pour le compte de la Résistance.
Le 24 mai 1944, il est arrêté en même temps qu'une trentaine de personnes par la police allemande alors qu'il préparait un attentat contre l'Ersatzkommando des Waffen-SS, où il était employé. Dans son livre Son âme au diable, Olivier Pigoreau met en lumière le jeu trouble de Balestre qui, tout en s'engageant aussi loin que possible dans la collaboration, ne va jamais cesser d'entretenir des contacts avec des personnes liées à la Résistance, pour finir par basculer dans le camp de cette dernière au cours du premier trimestre de 1944. Incarcéré à Fresnes dans l'attente de son procès devant le tribunal SS de Paris, Balestre est transféré en Allemagne le 17 août 1944 et interné dans les pénitenciers SS de Dantzig-Matzkau et de Hersbruck-Förrenbach. Il est délivré par les Américains en avril 1945.
À son retour en France, il se présente comme un résistant infiltré dans les organisations de la collaboration aux services de renseignement où sa mère a été embauchée comme secrétaire. Laissé en liberté, il est ensuite arrêté le 16 mai 1945 par la police parisienne. Son dossier, instruit par la cour de justice de la Seine, est classé sans suite en septembre 1947. L'intéressé a bénéficié notamment de témoignages en sa faveur des résistants Michel Alliot et Jean-Baptiste Biaggi.
Le 27 septembre 1954, Jean-Marie Balestre se voit attribuer le certificat d'appartenance à la Résistance intérieure française (CARIF) pour services accomplis du 1er avril 1942 au 4 mai 1945. En date du 14 juin 1957, le ministre des Anciens Combattants et Victimes de guerre lui attribue le titre, la carte et la médaille de déporté résistant. Il est fait chevalier de la Légion d’honneur en décembre 1978 sur proposition du ministre de la Jeunesse et des Sports, Jean-Pierre Soisson.
En 1982, à la suite d'une dénonciation de deux anciens déportés auprès du secrétariat d'État aux Anciens combattants, le passé de Jean-Marie Balestre fait l'objet d'enquêtes confiées aux directeurs de la police nationale et de la DGSE ainsi qu'au bureau Résistance du ministère de la Défense, qui émet des doutes sur l'activité de Balestre dans la Résistance telle que décrite par ce dernier pour obtenir ses certificats. Les conclusions du bureau Résistance sont portées à la connaissance du ministre Charles Hernu au début de l'année 1983 et, très probablement, à celle du président François Mitterrand. En dépit de nombreux articles de presse se référant à son passé trouble, Jean-Marie Balestre est promu au grade d'officier dans l'Ordre national du Mérite en mai 1988. Le 7 juillet 1991, François Mitterrand et Jean-Marie Balestre, alors président de la FISA, se retrouvent au circuit de Magny-Cours — situé dans le fief nivernais du président Mitterrand — et qui a obtenu l'attribution du Grand Prix de Formule 1 pour cinq ans, au détriment du circuit Paul-Ricard.

### Le dirigeant de fédérations automobiles
Passionné d'automobiles, Jean-Marie Balestre crée en 1959 la fédération nationale du karting, laquelle va lui servir ensuite de tremplin pour accéder dès 1968 au poste de secrétaire général de la Fédération française du sport automobile (FFSA), puis en février 1973 à sa présidence. Par la suite, il intègre, la CSI (commission sportive internationale, l'organe de la FIA chargé de l'organisation du sport automobile mondial, et notamment du championnat du monde de Formule 1) aux côtés du Belge Pierre Ugeux, qui en est le Président. En 1978, la CSI est un organisme en grande partie discrédité par son immobilisme et la montée en puissance de la FOCA, l'association des constructeurs de Formule 1 créée par Bernie Ecclestone. Sur la base d'un programme autoritaire de reprise en main de la Formule 1, Jean-Marie Balestre se fait élire à la tête de la CSI, qu'il rebaptise immédiatement Fédération internationale du sport automobile (FISA). En 1985, il prend également la tête de la FIA en remplacement du Prince Metternich et se retrouve ainsi à la tête de trois fédérations.
Connu dans l'histoire de la Formule 1 sous le nom de conflit FISA-FOCA, la période 1979-1981 voit Jean-Marie Balestre livrer un long bras de fer avec Bernie Ecclestone pour le contrôle de la Formule 1. La lutte s'achève en 1981 par la signature des accords dits de « la Concorde » en référence au siège de la FISA installé dans les locaux de l'ACF situés Place de la Concorde à Paris et entérine le partage des pouvoirs entre la FISA (qui conserve le contrôle sportif du championnat du monde) et la FOCA (qui obtient le contrôle économique des Grands Prix).
L'élément déclencheur de l'opposition entre la FISA et la FOCA avait été l'interdiction des voitures à effet de sol souhaitée par Balestre au nom d'une plus grande sécurité. D'une manière générale, son action à la tête de la FISA restera marquée par de grands progrès en matière de sécurité dans le sport automobile, qu'il s'agisse de la Formule 1 ou des rallyes (interdiction des voitures de Groupe B après la mort de l'équipage Henri Toivonen-Sergio Cresto, brûlé vif à la suite d'un accident lors du Tour de Corse 1986). Son intransigeance en la matière lui vaudra un grand respect de la part des pilotes de Formule 1. D'autres décisions seront contestées, comme la disqualification d'Ayrton Senna à l'issue du Grand Prix du Japon 1989 pour avoir été aidé par des commissaires de course à repartir ou encore son refus de changer l'emplacement de la pole position en 1990, toujours au Grand Prix du Japon et toujours à la demande de Senna (en 1991, ce dernier a publiquement admis avoir délibérément provoqué une collision avec Alain Prost dès le premier virage pour cette raison, remportant de fait le championnat). Ces décisions seront perçues par le pilote brésilien et quelques autres comme des abus de pouvoir visant à favoriser Prost.

### L'abandon progressif de ses fonctions
En octobre 1991, il perd son poste de président de la FISA à la suite d'un vote (43 voix contre 29) en faveur de l'avocat anglais Max Mosley, ancien bras droit de Bernie Ecclestone à la tête de la FOCA. En octobre 1993 il abandonne également à Mosley la présidence de la FIA (Mosley fusionnera d'ailleurs la FIA et la FISA). Balestre conserve néanmoins le titre de président d'honneur ainsi qu'une place au Sénat de la FIA. Enfin, en 1996, il abandonne son dernier mandat, celui de président de la Fédération française du sport automobile, poste auquel il est remplacé par le Nîmois Jacques Régis.
Jean-Marie Balestre se retire alors du monde du sport automobile, entre ses deux résidences de Saint-Cloud (Hauts-de-Seine) et de Peyre Grosse à Opio (Alpes-Maritimes). Il meurt le 27 mars 2008 à la clinique du Val d'Or à Saint-Cloud et est enterré au cimetière de Saint-Cloud.

## Distinctions
- Chevalier de la Légion d'honneur (1978)
- Officier de l'ordre national du Mérite (1988)
- Médaille de la déportation pour faits de Résistance

## Ses mandats
- Président de la Fédération française du sport automobile de 1972 à 1996 (succède à Claude Bourillot, est remplacé par Jacques Regis)
- Président de la Fédération internationale du sport automobile de 1978 à 1991 (succède à Pierre Ugeux, est remplacé par Max Mosley)
- Président de la Fédération internationale de l'automobile de 1985 à 1993 (succède au prince von Metternich, est remplacé par Max Mosley)